# Corticaria mongolica
Corticaria mongolica es una especie de coleóptero de la familia Latridiidae.

## Distribución geográfica
Habita en Mongolia.